# Guanyinsi, Hunan
Guanyinsi är en köpinghuvudort i Kina. Den ligger i provinsen Hunan, i den södra delen av landet, omkring 200 kilometer nordväst om provinshuvudstaden Changsha. Antalet invånare är 20 512. Befolkningen består av 9 552 kvinnor och 10 960 män. Barn under 15 år utgör 13,0 %, vuxna 15-64 år 72 %, och äldre över 65 år 13,0 %.
Runt Guanyinsi är det ganska tätbefolkat, med 207 invånare per kvadratkilometer. Guanyinsi är det största samhället i trakten. I omgivningarna runt Guanyinsi växer i huvudsak blandskog.
Genomsnittlig årsnederbörd är 1 918 millimeter. Den regnigaste månaden är maj, med i genomsnitt 316 mm nederbörd, och den torraste är december, med 44 mm nederbörd.